# Schwanthalerhöhe
Schwanthalerhöhe è uno dei distretti in cui è suddivisa la città di Monaco di Baviera, in Germania. Viene identificato col numero 8.

## Geografia fisica
Il distretto si trova a sud-ovest del centro della città.

### Suddivisione
Il distretto è suddiviso amministrativamente in 2 quartieri (Bezirksteile):
1. Westend
2. Schwanthalerhöhe